# Blackstar
Pour les articles homonymes, voir Black Star.
Pour le single, voir Blackstar (chanson).
Albums de David Bowie
Five Years (1969–1973)
(2015) Who Can I Be Now? (1974–1976)
(2016)
Singles
1. Blackstar
Sortie : 19 novembre 2015
2. Lazarus
Sortie : 17 décembre 2015
3. I Can't Give Everything Away
Sortie : 6 avril 2016

Blackstar (commercialisé sous le symbole ★) est le vingt-sixième et dernier album studio de David Bowie, sorti mondialement le 8 janvier 2016, date du soixante-neuvième anniversaire de l'artiste et deux jours avant sa mort,,. Le titre du même nom, sorti le 20 novembre 2015 en single, a servi de générique d'ouverture de la série Panthers. Blackstar est n°1 des ventes dans de nombreux pays au mois de janvier 2016. C'est aussi le premier album de toute la carrière de David Bowie à atteindre la première place du Billboard 200 aux États-Unis.

## Histoire
Blackstar inclut deux chansons déjà parues : Sue (Or in a Season of Crime) et Tis a Pity She Was a Whore, sorties en single en octobre 2014 pour accompagner la sortie de la compilation Nothing Has Changed. Elles ont été réenregistrées pour l'occasion.
C'est grâce à sa collaboration avec la musicienne de jazz Maria Schneider sur le titre Sue (Or in a Season of Crime) qu'il rencontre le saxophoniste Donny McCaslin et son groupe de jazz qu'il sollicite pour travailler sur l'album,.
La chanson-titre, Blackstar et sa vidéo, ont été diffusées pour la première fois le 20 novembre 2015 ; la chanson est ensuite reprise en « single ». Elle a également été utilisée pour le générique de la série télévisée française Panthers. Le deuxième "single" extrait de l'album, Lazarus, sort le 17 décembre.
Blackstar est considéré comme un album-testament, reprenant en grande partie, dans les textes et les vidéos promotionnelles, le leitmotiv de la mort et de la trace de l'auteur dans l'histoire.
Au Royaume-Uni, l'Official Charts Company annonce le 12 janvier 2016 que Blackstar est en passe d'atteindre la première place des classements avec 43 000 exemplaires vendus, avant l'annonce du décès du chanteur. L'album devient le plus téléchargé sur iTunes sur le territoire britannique et aux États-Unis le lundi matin, à la suite de l'annonce du décès de Bowie, suivi du Best-of de l'artiste paru en 2005, tandis que The Rise and Fall of Ziggy Stardust and the Spiders from Mars, album de Bowie sorti en 1972 occupait la cinquième place. En France, l'album prend directement la première place des meilleures ventes d'albums avec 66 697 exemplaires vendus. Avec 156 500 exemplaires vendus en France, Blackstar est à la sixième place des albums les plus vendus au premier semestre 2016.
Trois chansons également issues des sessions de Blackstar sont parues par après sur la bande originale de la comédie musicale Lazarus (en). Il s'agit de No Plan, Killing a Little Time et When I Met You. Elles sont rassemblées et publiées avec Lazarus en EP sous le titre No Plan le 8 janvier 2017, date du 70ème anniversaire de la naissance de l'artiste.

## Titres
Toutes les chansons sont écrites et composées par David Bowie, sauf mention contraire.
| No | Titre                         | Auteur                                                 | Durée |
| -- | ----------------------------- | ------------------------------------------------------ | ----- |
| 1. | ★                             |                                                        | 9:57  |
| 2. | 'Tis a Pity She Was a Whore   |                                                        | 4:52  |
| 3. | Lazarus                       |                                                        | 6:26  |
| 4. | Sue (Or in a Season of Crime) | David Bowie, Maria Schneider, Paul Bateman, Bob Bhamra | 4:40  |
| 5. | Girl Loves Me                 |                                                        | 4:51  |
| 6. | Dollar Days                   |                                                        | 4:44  |
| 7. | I Can't Give Everything Away  |                                                        | 5:47  |

## Musiciens
- David Bowie : chant, guitare acoustique, guitare Fender (Lazarus), arrangements des cordes (Blackstar), mix, production, harmonica (I Can't Give Everything Away)
- Ben Monder : guitare
- Tim Lefebvre : basse
- Jason Lindner : piano, orgue Wurlitzer, claviers
- Tony Visconti :  cordes (Blackstar)
- Donny McCaslin : flûte, saxophone ténor
- Mark Guiliana : batterie, percussions
- James Murphy : percussions (Sue (Or in a Season of Crime) et Girl Loves Me)
- Erin Tonkon : chœurs ('Tis a Pity She Was a Whore)

## Production
- Kevin Killen : Ingénieur
- Erin Tonkon : Assistant ingénieur, chœurs sur 'Tis a Pity She Was a Whore
- Joe Visciano : Assistant mixage
- Kabir Hermon : Assistant ingénieur
- Joe LaPorta : Ingénieur mastering
- Tom Elmhirst : Ingénieur mixage
- Tony Visconti : Production, cordes, ingénieur, ingénieur mixage
- James Murphy : Percussion sur Sue (Or in a Season of Crime) et Girl Loves Me

## Classements

### Classements hebdomadaires
| Classement (2016)                        | Meilleure place |
| ---------------------------------------- | --------------- |
| Allemagne (Offizielle Top 100)           | 1               |
| Argentine (CAPIF)                        | 1               |
| Australie (ARIA)                         | 1               |
| Autriche (Ö3 Austria Top 40)             | 1               |
| Belgique (Flandre Ultratop)              | 1               |
| Belgique (Wallonie Ultratop)             | 1               |
| Canada (Billboard Canadian Albums)       | 1               |
| Corée du Sud (Gaon Albums International) | 2               |
| Corée du Sud (Gaon Albums)               | 29              |
| Croatie (HDU)                            | 1               |
| Danemark (Tracklisten)                   | 1               |
| Écosse (OCC)                             | 1               |
| Espagne (Promusicae)                     | 1               |
| États-Unis (Billboard 200)               | 1               |
| Finlande (Suomen virallinen lista)       | 1               |
| France (SNEP)                            | 1               |
| Grèce (IFPI Greece)                      | 3               |
| Hongrie (Mahasz)                         | 4               |
| Irlande (IRMA)                           | 1               |
| Italie (FIMI)                            | 1               |
| Japon (Oricon)                           | 5               |
| Nouvelle-Zélande (Recorded Music NZ)     | 1               |
| Pays-Bas (MegaCharts)                    | 1               |
| Pologne (ZPAV)                           | 1               |
| Portugal (AFP)                           | 1               |
| République tchèque (IFPI Czech Republic) | 1               |
| Royaume-Uni (UK Albums Chart)            | 1               |
| Suède (Sverigetopplistan)                | 1               |
| Suisse (Schweizer Hitparade)             | 1               |

### Classements annuels
| Classement (2016) | Meilleure place |
| ----------------- | --------------- |
| France (SNEP)     | 27              |

## Certifications
| Pays              | Certification | Ventes  |
| ----------------- | ------------- | ------- |
| Australie (ARIA)  | Platine       | 70 000  |
| Belgique (BEA)    | Platine       | 30 000  |
| France (SNEP)     | Platine       | 156 500 |
| Royaume-Uni (BPI) | Platine       | 363 000 |